# Manos pujantes
Manos que empujan (en chino, 推手; pinyin, Tuī Shǒu), también conocida como Manos pujantes, es una película dirigida por Ang Lee. Estrenada en 1991, fue su primer éxito como director.

## Resumen
Un maestro de Tai Chi, ya retirado y de avanzada edad, viaja desde Taiwán hasta América para vivir con su hijo y la esposa americana de este. Pero la actitud de su nuera y las diferencias culturales dificultarán la convivencia.
- Datos: Q702270